# Adaptív radiáció

A Darwin-pintyek mint az adaptív radiáció klasszikus példái

Az adaptív radiáció evolúciós folyamat. Alkalmazkodó szétterjedésnek nevezzük azt a jelenséget, mikor az evolúció során egyetlen fajból egy egész sor különböző faj keletkezik, egymással párhuzamosan, evolúciós léptékben rövid idő alatt (tízezertől néhány millió évig). A folyamat oka az ökológiai specializáció: egy sor ökológiai fülkét (niche-t) egyetlen populáció leszármazottai foglalnak el, és eközben új fajok alakulnak ki belőlük. A fajképződés útja a természetes kiválasztódás, a szelekció.
Kedvező körülmények között az élőlények populációi exponenciálisan növekedhetnek. Az egyedszám növekedésének idővel határt szabnak a környezeti korlátok (pl. táplálék, hely, természetes ellenségek), behatárolva a növekedést. Amikor viszont vannak még meghódítható élőhelyek, az egyedek szétszóródnak. A populációkban az aktuális élőhelyhez leginkább alkalmazkodott génváltozatok (allélek) terjednek el: az új élőhelyet meghódított populáció alkalmazkodása új környezetéhez az adaptáció. Ennek legegyszerűbb, Charles Darwin galapagosi földipintyei óta tanulmányozott esete a földrajzi izoláció okozta adaptív radiáció, amelyet a táplálkozási szokásokból eredő elkülönülés követett. Az izoláció jelentőségét először David Lack fejtette ki egy 1953-as Scientific American-cikkben, amelyben a Darwin-pintyek mellett a hawaii gyapjasmadarakat (Drepanidinae) vizsgálta, különösképpen a sarlós félcsőrűt (Hemignathus procerus). Megállapította, hogy az adaptív radiáció a legtöbb szigetlakó fajra jellemző. Erre az evolúciós eseménysorra ma már sok példát ismerünk a Viktória-tó halaitól az emlősök fogazatán megjelenő negyedik csúcsig.
Egy faj egyedeinek elvándorlása jelentősen növelheti annak elterjedési területét, így idővel egymástól többé-kevésbé elhatárolt populációkat alakulhatnak ki. Az egymástól távol élő populációk más-más környezeti hatásokhoz alkalmazkodnak, így evolúciójuk különböző irányt vehet. Ez főleg akkor következhet be, ha valamilyen ok (pl. egy új folyó megjelenése, autópálya építése) csökkenti vagy lehetetlenné teszi a populációk kölcsönhatását, ezért azok génkészlete mind különbözőbbé válik. A különböző területeken és élőhelyeken megtelepedett populációk fenotípusai egyre különbözőbbek lesznek – az ilyen, jól megkülönböztethető populációcsoportokat nevezzük rasszoknak. A rendszertan a földrajzi rasszokat alfajoknak tekinti. Az előzőekben leírtak alapján a rasszok azért fontos populációcsoportok, mert új fajok kialakulásának kiinduló pontjai lehetnek. Genetikai szempontból a faj ugyanis olyan szaporodási közösség, amely más hasonló szaporodási közösségekkel nem képes géneket cserélni, termékenyen kereszteződni.